# Ivo Pondělíček
Ivo Pondělíček (17. června 1928 Strakonice – 20. prosince 2019 Praha) byl český klinický psycholog zabývající se problematikou popálenin, teorií umění a filmu, sexuolog a malíř.
Za psychologický rozbor Bergmannova díla byl oceněn Audiovizuální cenou Trilobit.
Za své vědecké publikace The problem of euthanasia and dysthanasia in burns, Rekonstrukce a rehabilitace u popáleninového traumatu, Psychological and Social Aspects in Burn Care, Facial Disfigurement following Burns získal několik českých i zahraničních ocenění — Ramelotova cena (1985), J. Laing Memorial Prize Essay (1987).
Do veřejného povědomí se dostal díky autorství řady sexuologických publikací, knihy Lidská sexualita jako projev přirozenosti a kultury či kultovní příručky pro dospívající Sexuální zrání mladého muže.
V pozdějším věku své zkušenosti ze sexuologické praxe reflektuje v obrazech pod pseudonymem Dubroka Ip.

## Život a dílo

### Mládí
Narodil se ve Strakonicích. Na gymnáziu tíhl k poezii, byl v písemném kontaktu s Františkem Halasem. Odmaturoval v roce 1947. Po maturitě krátce pobýval v Paříži, což ovlivnilo jeho další směřování. Nastoupil na Masarykovu univerzitu v Brně, kde studoval psychologii, estetiku a literaturu v umění. Dva roky zde navštěvoval přednášky jugoslávského psychologa Mihajlo Rostohara.
Ve 40. letech pracoval jako elév v brněnské Kulturní redakci Lidových Novin. Po emigraci kolegy Jaroslava Dreslera byl v roce 1949 na udání zatčen a vyslýchán Státní tajnou Bezpečností. Následně byl uvězněn v Orlí na paragraf 231 Zákona na ochranu republiky. V roce 1950 se vrátil z vězení. Na čas se uchýlil do ústraní k příbuzným ve vesnici Zbožnov. Po promoci z politických důvodů pracoval nekvalifikovaně u Labsko-Oderských plaveb. Byl odveden na vojnu a přiřazen k oddílu tzv. "Černých Baronů" do Nepomuku u Zelené hory. Ze zdravotních důvodů po několika měsících získal Modrou knížku.
Realizoval se celoživotně v umění. V 50. letech založil s přítelem Ivem Osolsobě ironizující umělecké hnutí beriberismus, odnož existencialismu. Hlavním životním pocitem beriberisty je úzkost pramenící z vědomí odpovědnosti za vlastní životní volby kontextu v komunistického režimu. Jako osobní obranu před duchem doby tvořil parodie prorežimních uměleckých děl. Vydal beriberistickou básnickou sbírku pod názvem Hostinec smutku (Outsiderova zpověď).

### Klinická psychologie
V roce 1954 získal místo klinického psychologa na psychiatrii v Karlových Varech. Zde se seznámil se svou druhou ženou, MUDr. Jaroslavou Pondělíčkovou — Mašlovou. Přispěl k výzkumu kategoriálního myšlení u schizofreniků. V roce 1957 přednesl na toto téma referát na VI. Celostátní konferenci o schizofrenii. Specializoval se na administraci Rorschachova testu. V klinické praxi jej ovlivnil ředitel psychiatrické léčebny v Dobřanech Miroslav Hrubeš, Zbyněk Havlíček a F. Engelsmann.
Ve Východním bloku byla psychologie oficiálně vnímána jako nepotřebná buržoazní pavěda. Panovala snaha všechny duševní pochody vysvětlit pomocí Pavlovových podmíněných reflexů, s čímž Pondělíček nesouhlasil. Odmítal také oficiální postoj komunistů k neurózám – ty podle nich v Sovětském svazu nemohly existovat, jelikož pramenily z kapitalistického státního zřízení. Ve své knize O lidech nervosních (1958) dokazuje, že případy neuróz se objevovaly i ve východním bloku.
Psychologa Pondělíček vnímal jako „umělce vědy, jehož kreativní schopnost se zakládá stejně na myšlení syntetickém, jako na umění odvážné a imaginativní analýzy“ (Outsiderova zpověď).
V roce 1962 byl, na udání jednoho ze svých pacientů, režimem donucen z místa odejít. Z Karlových Varů se přestěhoval do Prahy, kde však z kádrových důvodů dlouho nemůže najít kvalifikovanou práci.

### Psychologie umění
Krátce působil jako psycholog u národního fotbalového týmu. Zabýval se však hlavně psychologií umění, zejména filmu. V první polovině 60. let získal místo ve Filmovém ústavu a začal přednášet na FAMU psychologii umění. Později přednášel zejména psychologii filmu na Filozofické fakultě Univerzity Karlovy. Jako psychologický konzultant spolupracoval na filmu Dušana Hanáka Výzva do ticha. V roce 1964 mu vyšla monografie o Karlu Havlíčkovi s přesahem k tématu fantazie v umění obecně, pod názvem Fantaskní umění — jeho vývoj a souvislosti. Zabýval se rozbory uměleckých děl, na kterých demonstroval psychologické fenomény – např. eseje Od Flauberta k Bovarysmu, Syndrom Nany a knihy Film jako svět fantomů a mýtů a Bergmanův filozofický film a problémy jeho interpretace.
Na VI. Světovém sociologickém kongresu v Evianu přednesl roku 1966 příspěvek s názvem Filmový hrdina v mladé vlně československého filmu, zabývající se zobrazováním životního úspěchu filmových postav. Specializoval se také na tvorbu režiséra Ingmara Bergmana. Jeho publikace Bergmanův filozofický film a problémy jeho interpretace byl oceněn Audiovizuální cenou Trilobit, udělovanou Svazem československých filmových a televizních umělců. V roce 1968 se stal kandidátem věd (CSc.). Mezi lety 1968–1970 přednášel v tehdejší Jugoslávii na Škole pro divadlo a film. Svůj zahraniční pobyt popisoval jako „poloemigraci“. Vrátil se kvůli rodině. Přestože s režimem nesouhlasil, pociťoval zároveň nedůvěru a nechuť otevřeně se angažovat v disentu kolem budoucího Občanského Fóra.  V roce 1972 byl nucen Filozofickou fakultu opustit, kvůli svému článku Jak zabít lidskou osobnost?, otištěném ve sborníku Antonína Kratochvíla s názvem Žaluji 1) Stalinská justice v Československu, pojednávajícímu o brutálních praktikách při výslechu StB. Krátce na to se kvůli těžkému zranění dostává do pracovní neschopnosti. V psychologii umění byl ovlivněn V.E. Franklem, který se též zabýval tématem zobrazování násilí.
V lednu 1990 se vrátil na FF UK, kde do roku 2003 přednášel psychologii umění a filmu. Roku 1995 byl jmenován profesorem.

### Sexuologie
Z kádrových důvodů se začal věnovat nezpolitizované sexuologii, částečně ve spolupráci s manželkou, významnou československou sexuoložkou MUDr. Jaroslavou Pondělíčkovou — Mašlovou.
Byl autorem či spoluautorem knih, které jako první v Československu poskytovaly moderní a otevřené informace o sexu a partnerských vtazích.Jeho kniha Lidská sexualita jako projev přirozenosti a kultury se stala bestsellerem.
V publikaci s názvem Každopádně Sexualita, vydané v roce 2000 vyvrací převládající kulturně zakořeněný stereotyp o tom, že muži jsou sexuálně aktivnější a ženy pasivnější. Klade důraz na osobitost sexuálního prožitku, ale zároveň i na to že v sexualitě by se mělo všem měřit stejným metrem bez ohledu na pohlaví (Pondělíček, 2000). Pomocí modelových příkladů dospívajících a mladých dospělých, poskytuje informace o tématech jako ženský orgasmus, afrodiziaka, dirty talk, nevěra či antikoncepce. Razí názor, že o menstruaci by měli být edukováni i muži. Vyvrací rozšířený mýtus o zdravotní závadnosti onanie. Autorsky se podílel také na německé encyklopedii Sexuální výchova. Překlady jeho knih vycházely v Jugoslávii, Maďarsku a Rusku.
Zdůrazňuje, že ke znásilnění může dojít a dochází i v rámci trvalých partnerských vztahů a dodává, že: „milostný vztah nutno posuzovat…jako projev dobrovolného a rovnocenného partnerství“ (Pondělíček, 2000, s. 126). K tématu sexualizovaného násilí dále dodává, že nikdy za žádných okolností není vina na straně oběti.
V kontrastu k výše uvedeným a do současnosti platným názorům, jsou některé informace na téma homosexualita. O ní se zmiňuje jako o „poruše či úchylce“, což podporuje tvrzením, že „homosexuálové tvoří minoritu cca čtyř procent z celkové populace“ (Pondělíček, 2000, s. 150). Dodává, že homosexuálové by se neměli snažit o změnu orientace, ale vyhledávat uspokojující partnerské vztahy se stejně založenými jedinci.
Rozmach pornografie na přelomu tisíciletí, označoval za „sexuální antikulturu“, která postrádá pozitivní psychosociální vzory pro rozvoj zdravé sexuality.  
V roce 1989 založil a provozoval Atheneum – první „poradnu intimních vztahů“ u nás. Sexuologii přednášel také na Lékařské fakultě v Hradci Králové Univerzity Karlovy. Působil také jako sexuolog ve Studentském zdravotním ústavu v Praze (dnešní Městská poliklinika). Jak v sexuologii, tak i psychologii ho ovlivnily teorie Sigmunda Freuda.

### Oddělení popálenin
V letech 1980–1988 působil jako klinický psycholog na Oddělení popálenin Vinohradské kliniky plastické chirurgie. Díky pověsti a konexím tehdejší primářky Popálenin, Radany Königové, mohl publikovat vědecké články u nás i na západě. Vznikl díky tomu The problem of euthanasia and dysthanasia in burns a Rekonstrukce a rehabilitace u popáleninového traumatu. Za dílo Psychological and Social Aspects in Burn Care získali s R. Königovou v roce 1985 v Belgii Martin Ramelot Prize. V roce 1987 byli oceněni ve Velké Británii za článek Facial Disfigurement following Burns, cenou James Laing Memorial Prize Essay. Zastával tezi, že tzv. „nemoc z popálenin“, nemá pouze somatický, ale také duševní rozměr – je tak představitelem druhé revoluce v přístupu k popáleninám. Byl prvním psychologem u nás, který se specializoval na psychiku lidí, kteří utrpěli popáleniny.
V eseji Tvář a lidský úděl se zabývá dopadem disfigured face syndromu na lidskou psychiku. Zkoumá somatopsychické určení lidské osobnosti. Volá po multidisciplinárním přístupu k popáleným. Nestačí pouze medicínský přístup. Péče o duši poznamenanou termickým poraněním vnímá jako obdobně podstatnou, neboť tělové schéma jedince je neoddělitelnou součástí osobnosti. Lidská tvář je zásadním sociálním podnětem, její deformace narušuje schopnost výrazem neverbálně komunikovat. To vede ke ztrátě části identity postiženého. Řešení existenciálních témat ho po čase uvrhlo do depresí, které se snažil překonat uměleckou tvorbou.

### Malířství
V šedesáti letech (1987) se začal věnovat malířství pod pseudonymem Dubroka ip. Náměty pro své umění nachází v předchozí bohaté kariéře sexuologa. V říjnu 1998 měl první velkou výstavu v Galerii Miro v Praze, text do katalogu mu napsal celoživotní přítel Milan Kundera: „o čem se nedá mluvit, musí se namalovat“ (Groteskono v sexualitě i jinde, CFC Ateliér, 2008, s. 13). Díky malování se, po dlouhé a bohaté akademické i klinické kariéře, zbavil „verbální tyranie".  Zaměřoval se na sexualitu v její groteskní podobě. Namaloval například sérii s názvem Osamělost přespolního sexuologa. Estetika jeho děl odpovídá kubismu a surrealismu. V roce 2008 mu jeho bývalí posluchači věnovali knihu Groteskno v sexualitě i jinde – obsahující 51 reprodukcí jeho děl s komentáři a úvodními projevy z jeho výstav.  V roce 2015 mu malování znemožnila zraková slabost. V prosinci 2019 umírá ve věku 91 let.

## Knihy
- O lidech nervosních, Krajské nakladatelství Karlovy Vary, 1958.
- Neuróza a naše zdraví, Státní zdravotnické nakladatelství, 1960.
- Fantaskní umění: jeho vývoj a souvislosti, Nakladatelství československých výtvarných umělců, 1964.
- Film jako svět fantomů a mýtů, Orbis, 1964.
- Psychologie ve vztahu k umění, jmenovitě filmovému, Státní pedagogické nakladatelství, 1964.
- Rozumíte sami sobě? Kapitoly z praktické psychologie, Mladá fronta, 1964.
- Bergmanův filozofický film a problémy jeho interpretace, Filmový ústav, 1967.
- Lidská sexualita jako projev přirozenosti a kultury, Avicenum, 1971.
- Rekonstrukce a rehabilitace u popáleninového traumatu, Praha, Avicenum, 1982. – spoluautorství s Radanou Königovou
- Cesty k sobě i druhým, Mladá fronta, 1981.
- Stárnutí: osobnost a sexualita, Avicenum, 1981.
- Umění milovat aneb Lásce se učíme, Univerzum, 1991.
- Čtyři esej z „Labyrintů duše“, Pražská imaginace, 1992. – obsahuje: Tvář a lidský úděl; Magický svět psychózy a zvláštní svět jazyka; Návrat svůdce, aneb, Donchuanismus; Syndrom Nany)
- Labyrinty duše a bída psychologie, Pražská imaginace, 1994.
- Tři stupně odtajnění, Co vám o sexu řekne psycholog, Železný, 1996.
- Svět k obrazu svému, Národní filmový archiv, 1999.
- Každopádně Sexualita, Otakar II, 2000.

## Články
- Filmový hrdina v mladé vlně československého filmu (Příspěvek pro VI. světový sociologický kongres v Evianu v září 1966). Jstor.org [online]. Dostupné online
- Jak zabít lidskou osobnost. In: Kratochvíl, Antonín. Žaluji 1) Stalinská justice v Československu. 1. vyd. Praha: nakladatelství Česká Expedice; Dolmen, 1990, s. 52–58).
- K filosofické stránce Bergmanových komedií, 1967.
- Hledání ztraceného boha, 1966.
- Filmy, které zobrazují symptom, 1962.
- Metamorphosis in Czech Movie-Goers (1966–1968): An Empiric Sociological Research"
- Psychology associated with mass burn disasters, 1981. Sciencedirect.com [online]. Dostupné online
- Psychological Aspects of Burns, 1985. Tandfonline.com. [online]. Dostupné online
- The problem of euthanasia and dysthanasia in burns, 1989. PubMed. online]. Dostupné online
- Hitchcockovy obrazy choré mysli, 1998.
- Psychoanalýza v umění je paralelní tvorbou, 2011.